# Touchdown

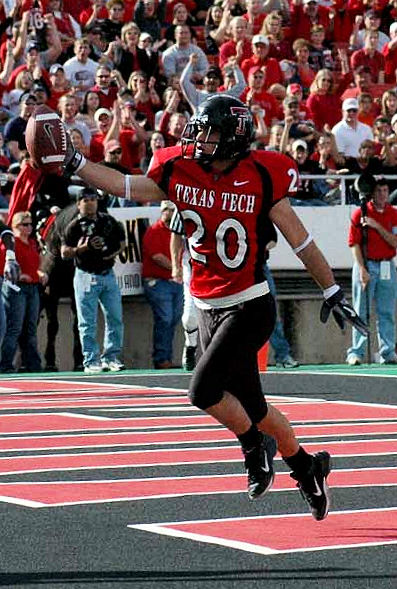
Hráč university Texas Tech. skóroval touchdown

Touchdown je v americkém či kanadském fotbale akce, při které hráč doběhne s míčem do tzv. end zony (koncové zóny hřiště). Tato akce je ohodnocena 6 body, v kanadském fotbale byl do roku 1956 touchdown ohodnocen pouze 5 body. Tuto akci provádí útočný tým, ale stane se, že touchdown získá i bránící se tým. Na rozdíl od ragby se míč nemusí dotknout země.